# کچه گنبد
کچه گنبد، روستایی از توابع بخش مرکزی شهرستان بیجار در استان کردستان ایران است. مردم این روستا به زبان کردی سورانی تکلم می‌کنند و مذهبشان سنی شافعی است

## موقعیت جغرافیایی
کچه گنبد با روستاهای جعفرآباد، پاپاله، قلعه کهنه، کوتان سفلی، علیا و خوش مقام هم مرز است. از طرفی روستای کچه گنبد آخرین نقطه مرز بین استان سنندج و آذربایجان غربی واقع شده است.

## جمعیت
این روستا در دهستان سیاه منصور قرار دارد و براساس سرشماری مرکز آمار ایران در سال ۱۳۸۵، جمعیت آن ۴۴۹ نفر (۹۷خانوار) بوده‌است.